# Srebrna (powiat płoński)
Srebrna – wieś sołecka nw Polsce położona w województwie mazowieckim, w powiecie płońskim, w gminie Naruszewo.
Wieś szlachecka położona była w drugiej połowie XVI wieku w ziemi wyszogrodzkiej. W latach 1975–1998 miejscowość należała administracyjnie do województwa ciechanowskiego.
W 1982 we wsi odkryto skrzynkowy grobowiec neolityczny.